# Gunnar Asther
Gunnar Anton Edvard Asther (Malmö, 4 de marzo de 1892-Malmö, 28 de febrero de 1974) fue un deportista sueco que compitió en vela en la clase Star. Participó en los Juegos Olímpicos de Los Ángeles 1932, obteniendo una medalla de bronce en la clase Star.

## Palmarés internacional
| Juegos Olímpicos | Juegos Olímpicos             | Juegos Olímpicos  | Juegos Olímpicos |
| Año              | Lugar                        | Medalla           | Clase            |
| ---------------- | ---------------------------- | ----------------- | ---------------- |
| 1932             | Los Ángeles (Estados Unidos) | Medalla de bronce | Star             |